# شکری الواعر
شکری الواعر (عربی: شُکری الواعر) (زاده ۱۵ آگوست ۱۹۶۶) بازیکن سابق فوتبال اهل تونس است.
وی در تیم ملی فوتبال تونس ۹۳ بازی انجام داده است و عضو این تیم در جام جهانی فوتبال ۱۹۹۸ بوده است.